# 한쉬 (농구 선수)
한쉬(중국어 간체자: 韩旭, 정체자: 韓旭, 병음: Hán xù, 한자음: 한욱, 1999년 10월 31일~)는 중화인민공화국의 농구 선수로 포지션은 센터이다. 현재 WCBA의 쓰촨 위안다 메이레 소속으로 활동하고 있다.

## 클럽 경력
스자좡에서 태어났으며 학생 시절부터 농구를 했다. 2018년 중국 여자 농구 협회의 신장 매직디어에 입단하여 본격적으로 선수 경력을 시작했다. 이후 2019년 WNBA 드래프트 2라운드에서 뉴욕 리버티에게 지명되어 입단하였다.

## 국가대표팀 경력
2018년에 중국 여자 대표팀에 발탁되었으며 2018년 아시안 게임에서 금메달을 획득했다. 2021년에는 일본 도쿄에서 열린 2020년 하계 올림픽에 중국 국가대표로 참가했으며 2022년 농구 월드컵에서 대표팀의 준우승에 기여했다.